# قائمة قرارات مجلس الأمن التابع للأمم المتحدة من 601 إلى 700
هذه قائمة قرارات مجلس أمن الأمم المتحدة رقم 601 إلى 700 المعتمدة في الفترة بين 30 أكتوبر 1987 و17 يونيو 1991.

## القائمة
| القرارات | التاريخ        | التصويت                                                            | الاهتمامات                                                                       |
| -------- | -------------- | ------------------------------------------------------------------ | -------------------------------------------------------------------------------- |
| 601      | 30 أكتوبر 1987 | 14–0–1 (ممتنع: الولايات المتحدة)                                   | إدانة استمرار جنوب غرب أفريقيا بإحتلال ناميبيا                                   |
| 602      | 25 نوفمبر 1987 | 15-0-0                                                             | هجوم جنوب إفريقيا على أنجولا                                                     |
| 603      | 25 نوفمبر 1987 | 15-0-0                                                             | تمدد ولاية قوة الأمم المتحدة لمراقبة فض الاشتباك                                 |
| 604      | 14 ديسمبر 1987 | 15-0-0                                                             | تمديد ولاية قوة الأمم المتحدة لحفظ السلام في قبرص                                |
| 605      | 22 ديسمبر 1987 | 14–0–1 (ممتنع: الولايات المتحدة)                                   | الممارسات في الأراضي المحتلة، إسرائيل                                            |
| 606      | 23 ديسمبر 1987 | 15-0-0                                                             | احتلال جنوب أنجولا من قبل قوات جنوب إفريقيا                                      |
| 607      | 5 يناير 1988   | 15-0-0                                                             | ترحيل الفلسطينيون من الأراضي المحتلة                                             |
| 608      | 14 يناير 1988  | 14–0–1 (ممتنع: الولايات المتحدة)                                   | ترحيل الفلسطينيين من الأراضي المحتلة                                             |
| 609      | 29 يناير 1988  | 15-0-0                                                             | تمدد ولاية قوة الأمم المتحدة المؤقتة في لبنان                                    |
| 610      | 16 مارس 1988   | 15-0-0                                                             | إعدام مقترح لستة أشخاص من شاربفيل في جنوب إفريقيا                                |
| 611      | 25 أبريل 1988  | 14–0–1 (ممتنع: الولايات المتحدة)                                   | اغتيال خليل الوزير في تونس                                                       |
| 612      | 9 مايو 1988    | 15-0-0                                                             | استخدام الأسلحة الكيميائية في حرب إيران والعراق                                  |
| 613      | 31 مايو 1988   | 15-0-0                                                             | تمدد ولاية قوة الأمم المتحدة لمراقبة فض الاشتباك                                 |
| 614      | 15 يونيو 1988  | 15-0-0                                                             | تمديد ولاية قوة الأمم المتحدة لحفظ السلام في قبرص                                |
| 615      | 17 يونيو 1988  | 15-0-0                                                             | مقترح إعدام الشارفيليون الستة في جنوب إفريقيا                                    |
| 616      | 20 يوليو 1988  | 15-0-0                                                             | التحقيق من قبل منظمة الطيران المدني الدولي في إسقاط الطيران الإيراني الرحلة 655  |
| 617      | 29 يوليو 1988  | 15-0-0                                                             | تمدد ولاية قوة الأمم المتحدة المؤقتة في لبنان                                    |
| 618      | 29 يوليو 1988  | 15-0-0                                                             | اختطاف اللفتنانت كولونيل ويليام هيغنز في لبنان                                   |
| 619      | 9 أغسطس 1988   | 15-0-0                                                             | إنشاء مجموعة الأمم المتحدة لمراقبة إيران والعراق                                 |
| 620      | 26 أغسطس 1988  | 15-0-0                                                             | استخدام الأسلحة الكيميائية في حرب الإيرانية العراقية                             |
| 621      | 20 سبتمبر 1988 | 15-0-0                                                             | تعيين الممثل الخاص لـ الصحراء الغربية                                            |
| 622      | 31 أكتوبر 1988 | 15-0-0                                                             | تأكيد إنشاء بعثة الأمم المتحدة للمكاتب الجيدة في أفغانستان وباكستان              |
| 623      | 23 نوفمبر 1988 | 13–0–2 (ممتنعون: المملكة المتحدة، الولايات المتحدة الأمريكية)      | حكم إعدام الناشط بول توفو سيتلابا في جنوب أفريقيا                                |
| 624      | 30 نوفمبر 1988 | 15-0-0                                                             | تمدد ولاية قوة الأمم المتحدة لمراقبة فض الاشتباك                                 |
| 625      | 15 ديسمبر 1988 | 15-0-0                                                             | تمديد ولاية قوة الأمم المتحدة لحفظ السلام في قبرص                                |
| 626      | 20 ديسمبر 1988 | 15-0-0                                                             | إنشاء بعثة الأمم المتحدة للتحقق في أنغولا الأولى                                 |
| 627      | 9 يناير 1989   | 15-0-0                                                             | الشواغر في محكمة العدل الدولية                                                   |
| 628      | 16 يناير 1989  | 15-0-0                                                             | ترحب بالاتفاق الثلاثي الذي وقعته أنغولا وكوبا وجنوب إفريقيا                      |
| 629      | 16 يناير 1989  | 15-0-0                                                             | مجموعة 1 أبريل 1989، كتاريخ لتنفيذ القرار 435 لإجراء الانتخابات في ناميبيا       |
| 630      | 30 يناير 1989  | 15-0-0                                                             | تمدد ولاية قوة الأمم المتحدة المؤقتة في لبنان                                    |
| 631      | 8 فبراير 1989  | 15-0-0                                                             | تمدد ولاية فريق الأمم المتحدة للمراقبة العسكرية في إيران والعراق                 |
| 632      | 16 فبراير 1989 | 15-0-0                                                             | تقرير الأمين العام عن خطة الأمم المتحدة لناميبيا                                 |
| 633      | 30 مايو 1989   | 15-0-0                                                             | تمدد ولاية قوة الأمم المتحدة لمراقبة فض الاشتباك                                 |
| 634      | 9 يونيو 1989   | 15-0-0                                                             | تمديد ولاية قوة الأمم المتحدة لحفظ السلام في قبرص                                |
| 635      | 14 يونيو 1989  | 15-0-0                                                             | دعوى لوضع علامات خاصة للمتفجرات لمنع الإرهاب من الطيران المدني                   |
| 636      | 6 يوليو 1989   | 14–0–1 (ممتنع: الولايات المتحدة)                                   | ترحيل الفلسطينيين من الأراضي المحتلة                                             |
| 637      | 27 يوليو 1989  | 15-0-0                                                             | مشاركة الأمم المتحدة في تقدم السلام في أمريكا الوسطى                             |
| 638      | 31 يوليو 1989  | 15-0-0                                                             | احتجاز الرهائن                                                                   |
| 639      | 31 يوليو 1989  | 15-0-0                                                             | تمدد ولاية قوة الأمم المتحدة المؤقتة في لبنان                                    |
| 640      | 29 أغسطس 1989  | 15-0-0                                                             | المطالبة بالتنفيذ الكامل للقرار 435 (1978) في ناميبيا                            |
| 641      | 30 أغسطس 1989  | 14–0–1 (ممتنع: الولايات المتحدة)                                   | ترحيل الفلسطينيين من الأراضي المحتلة                                             |
| 642      | 29 سبتمبر 1989 | 15-0-0                                                             | تمدد ولاية فريق الأمم المتحدة للمراقبة العسكرية في إيران والعراق                 |
| 643      | 31 أكتوبر 1989 | 15-0-0                                                             | المطالبة بالتنفيذ الكامل للقرار 435 (1978) في ناميبيا                            |
| 644      | 7 نوفمبر 1989  | 15-0-0                                                             | إنشاء مجموعة مراقبي الأمم المتحدة في أمريكا الوسطى                               |
| 645      | 29 نوفمبر 1989 | 15-0-0                                                             | تمدد ولاية قوة الأمم المتحدة لمراقبة فض الاشتباك                                 |
| 646      | 14 ديسمبر 1989 | 15-0-0                                                             | تمديد ولاية قوة الأمم المتحدة لحفظ السلام في قبرص                                |
| 647      | 11 يناير 1990  | 15-0-0                                                             | تمدد ولاية بعثة الأمم المتحدة للمساعي الحميدة في أفغانستان وباكستان              |
| 648      | 31 يناير 1990  | 15-0-0                                                             | تمدد ولاية قوة الأمم المتحدة المؤقتة في لبنان                                    |
| 649      | 12 مارس 1990   | 15-0-0                                                             | التأكيد من جديد القرار 367 (1975) بشأن قبرص                                      |
| 650      | 27 مارس 1990   | 15-0-0                                                             | توسيع مجموعة الأمم المتحدة للمراقبين في أمريكا الوسطى                            |
| 651      | 29 مارس 1990   | 15-0-0                                                             | تمدد ولاية فريق الأمم المتحدة للمراقبة العسكرية في إيران والعراق                 |
| 652      | 17 أبريل 1990  | 15-0-0                                                             | قبول جمهورية ناميبيا لدى الأمم المتحدة                                           |
| 653      | 20 أبريل 1990  | 15-0-0                                                             | إضافة مهام لفريق الأمم المتحدة للمراقبين في أمريكا الوسطى                        |
| 654      | 4 مايو 1990    | 15-0-0                                                             | تمدد ولاية مجموعة الأمم المتحدة للمراقبة في أمريكا الوسطى                        |
| 655      | 31 مايو 1990   | 15-0-0                                                             | تمدد ولاية قوة الأمم المتحدة لمراقبة فض الاشتباك                                 |
| 656      | 8 يونيو 1990   | 15-0-0                                                             | تمديد مهمات مجموعة مراقبي الأمم المتحدة في أمريكا الوسطى                         |
| 657      | 15 يونيو 1990  | 15-0-0                                                             | تمديد ولاية قوة الأمم المتحدة لحفظ السلام في قبرص                                |
| 658      | 27 يونيو 1990  | 15-0-0                                                             | التسوية المقترحة لقضية الصحراء الغربية                                           |
| 659      | 31 يوليو 1990  | 15-0-0                                                             | تمدد ولاية قوة الأمم المتحدة المؤقتة في لبنان                                    |
| 660      | 2 أغسطس 1990   | 14–0–0 (اليمن لم تشارك)                                            | إدانة الغزو العراقي للكويت                                                       |
| 661      | 6 أغسطس 1990   | 13–0–2 (ممتنعون: كوبا، اليمن)                                      | عقوبات للـ العراق على غزو الكويت                                                 |
| 662      | 9 أغسطس 1990   | 15-0-0                                                             | إدانة ضم الكويت إلى العراق                                                       |
| 663      | 14 أغسطس 1990  | 15-0-0                                                             | قبول إمارة ليختنشتاين للأمم المتحدة                                              |
| 664      | 18 أغسطس 1990  | 15-0-0                                                             | مطالبة العراق بمغادرة الكويت                                                     |
| 665      | 25 أغسطس 1990  | 15-0-0                                                             | العقوبات على العراق                                                              |
| 666      | 13 سبتمبر 1990 | 13-2-0 (ضد كوبا، اليمن)                                            | العقوبات والمساعدات الإنسانية المتعلقة بالعراق                                   |
| 667      | 16 سبتمبر 1990 | 15-0-0                                                             | إدانة الهجمات العراقية على الدبلوماسيين الأجانب                                  |
| 668      | 20 سبتمبر 1990 | 15-0-0                                                             | إطار عمل التصديق                                                                 |
| 669      | 24 سبتمبر 1990 | 15-0-0                                                             | طلبات المساعدة المتعلقة بالـ العراق                                              |
| 670      | 25 سبتمبر 1990 | 14–1–0 (ضد: كوبا)                                                  | عقوبات الطيران المدني على العراق                                                 |
| 671      | 27 سبتمبر 1990 | 15-0-0                                                             | تمدد ولاية فريق الأمم المتحدة للمراقبة العسكرية في إيران والعراق                 |
| 672      | 12 أكتوبر 1990 | 15-0-0                                                             | أعمال شغب جبل الهيكل عام 1990                                                    |
| 673      | 24 أكتوبر 1990 | 15-0-0                                                             | رفض إسرائيل استقبال مهمة التحقيق في أعمال شغب جبل الهيكل                         |
| 674      | 29 أكتوبر 1990 | 13–0–2 (ممتنعون: كوبا، اليمن)                                      | رفاهية المواطنين ومواطني دولة ثالثة في العراق والكويت                            |
| 675      | 5 نوفمبر 1990  | 15-0-0                                                             | تمدد ولاية مجموعة الأمم المتحدة للمراقبة في أمريكا الوسطى                        |
| 676      | 28 نوفمبر 1990 | 15-0-0                                                             | تمدد ولاية فريق الأمم المتحدة للمراقبة العسكرية في إيران والعراق                 |
| 677      | 28 نوفمبر 1990 | 15-0-0                                                             | إدانة العراق لتغيير السجل الديموغرافي للكويت                                     |
| 678      | 29 نوفمبر 1990 | 12–2–1 (ضد: كوبا، اليمن؛ الممتنعون: الصين)                         | حرب الخليج ودعم القرارات السابقة                                                 |
| 679      | 30 نوفمبر 1990 | 15-0-0                                                             | تمدد ولاية قوة الأمم المتحدة لمراقبة فض الاشتباك                                 |
| 680      | 14 ديسمبر 1990 | 14–0–1 (ممتنع: كندا)                                               | تمديد ولاية قوة الأمم المتحدة لحفظ السلام في قبرص                                |
| 681      | 20 ديسمبر 1990 | 15-0-0                                                             | تقرير حول الأراضي التي تحتلها إسرائيل                                            |
| 682      | 21 ديسمبر 1990 | 15-0-0                                                             | التكاليف المالية لقوة الأمم المتحدة لحفظ السلام في قبرص                          |
| 683      | 22 ديسمبر 1990 | 14–1–0 (ضد: كوبا)                                                  | انتهاء الوصاية على الأمم المتحدة لـ جزر مارشال و ميكرونيزيا                      |
| 684      | 30 يناير 1991  | 15-0-0                                                             | تمدد ولاية قوة الأمم المتحدة المؤقتة في لبنان                                    |
| 685      | 31 يناير 1991  | 15-0-0                                                             | تمدد ولاية فريق الأمم المتحدة للمراقبة العسكرية في إيران والعراق                 |
| 686      | 2 مارس 1991    | 11–1–3 (ضد: كوبا؛ الممتنعون عن التصويت: الصين، الهند، اليمن)       | شروط على العراق لانهاء الحرب                                                     |
| 687      | 3 أبريل 1991   | 12–1–2 (ضد: كوبا؛ ممتنعون عن التصويت: إكوادور، اليمن)              | التحرير الكويتي                                                                  |
| 688      | 5 أبريل 1991   | 10–3–2 (ضد: كوبا، اليمن، زمبابوي؛ امتناع عن التصويت: الصين، الهند) | مطالبة العراق بإنهاء دكتاتوريته                                                  |
| 689      | 9 أبريل 1991   | 15-0-0                                                             | إنشاء بعثة الأمم المتحدة للمراقبة في العراق والكويت                              |
| 690      | 29 أبريل 1991  | 15-0-0                                                             | توقيع اتفاقية اطلاق النار وتأسيس بعثة الأمم المتحدة للاستفتاء في الصحراء الغربية |
| 691      | 6 مايو 1991    | 15-0-0                                                             | تمدد ولاية مجموعة الأمم المتحدة للمراقبة في أمريكا الوسطى                        |
| 692      | 20 مايو 1991   | 14–0–1 (امتناع: كوبا)                                              | إنشاء لجنة الأمم المتحدة للتعويضات للعراق والكويت                                |
| 693      | 20 مايو 1991   | 15-0-0                                                             | إنشاء بعثة مراقبي الأمم المتحدة في السلفادور                                     |
| 694      | 24 مايو 1991   | 15-0-0                                                             | ترحيل المدنيين الفلسطينيين من قبل إسرائيل                                        |
| 695      | 30 مايو 1991   | 15-0-0                                                             | تمدد ولاية قوة الأمم المتحدة لمراقبة فض الاشتباك                                 |
| 696      | 30 مايو 1991   | 15-0-0                                                             | تشكيل بعثة الأمم المتحدة للتحقق في أنغولا الثانية                                |
| 697      | 14 يونيو 1991  | 15-0-0                                                             | تمديد ولاية قوة الأمم المتحدة لحفظ السلام في قبرص                                |
| 698      | 14 يونيو 1991  | 15-0-0                                                             | التكاليف المالية لقوة الأمم المتحدة لحفظ السلام في قبرص                          |
| 699      | 17 يونيو 1991  | 15-0-0                                                             | تأكيد استمرار سلطة الوكالة الدولية للطاقة الذرية و الخاصة في العراق              |
| 700      | 17 يونيو 1991  | 15-0-0                                                             | التنفيذ الكامل للأسلحة والعقوبات ذات الصلة ضد العراق                             |